# Dragoș Grigore
Dragoş Grigore (Vaslui, 7 de setembre de 1986) és un futbolista romanès que juga com a defensa central amb el Rapid București.